# 月泉良印
月泉良印（げっせんりょういん、元応元年（1319年） – 応永7年2月23日（1400年3月27日））は、南北朝時代の曹洞宗の僧。能登国總持寺の峨山韶碩に学んだ陸奥国出身の禅僧。奥羽地方にひろく曹洞禅を広めた。「峨山二十五哲」のひとり。

## 生涯

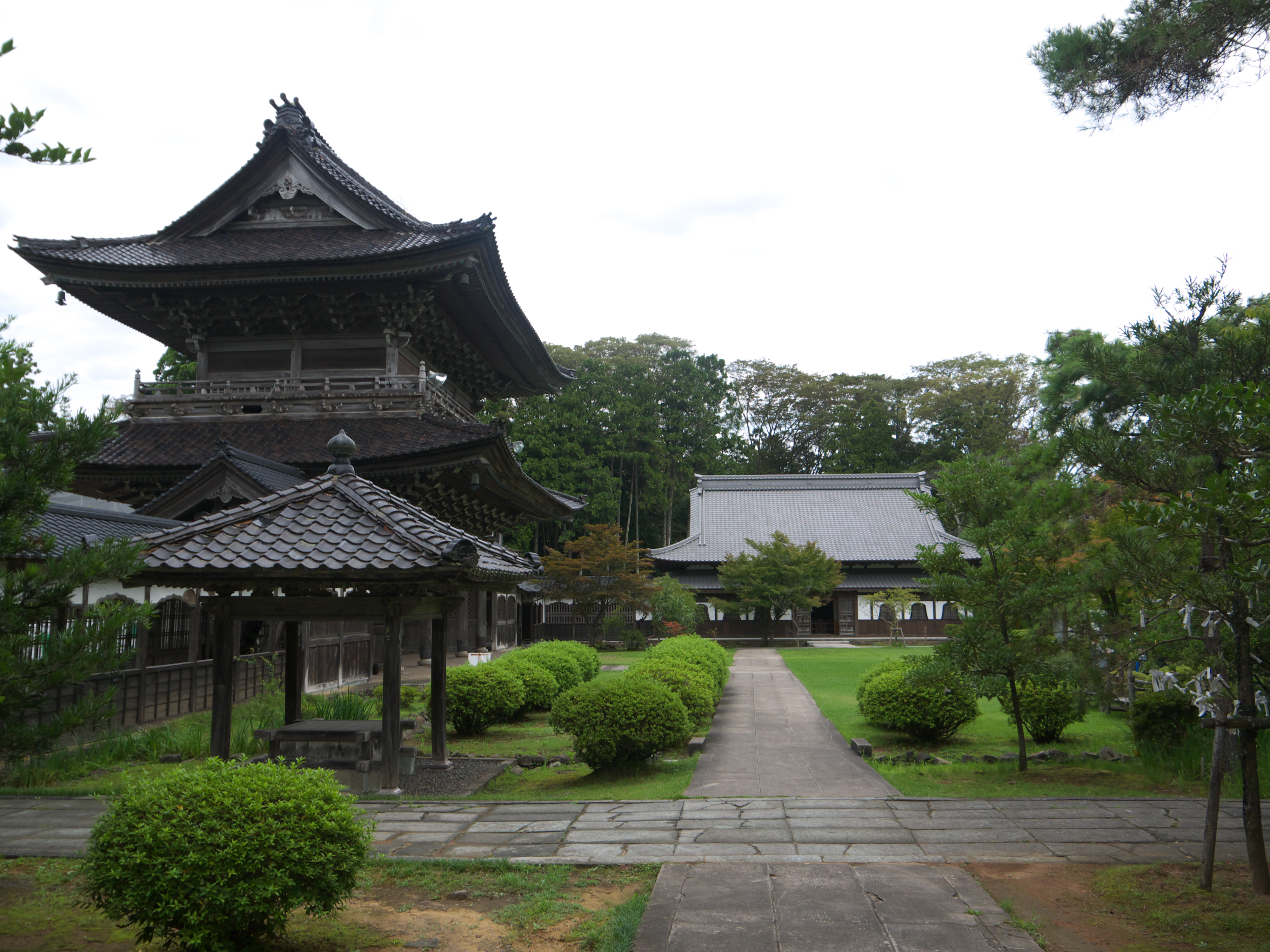
總持寺祖院（石川県輪島市）
----
月泉良印は能登国總持寺において高僧峨山韶碩に学んだ。

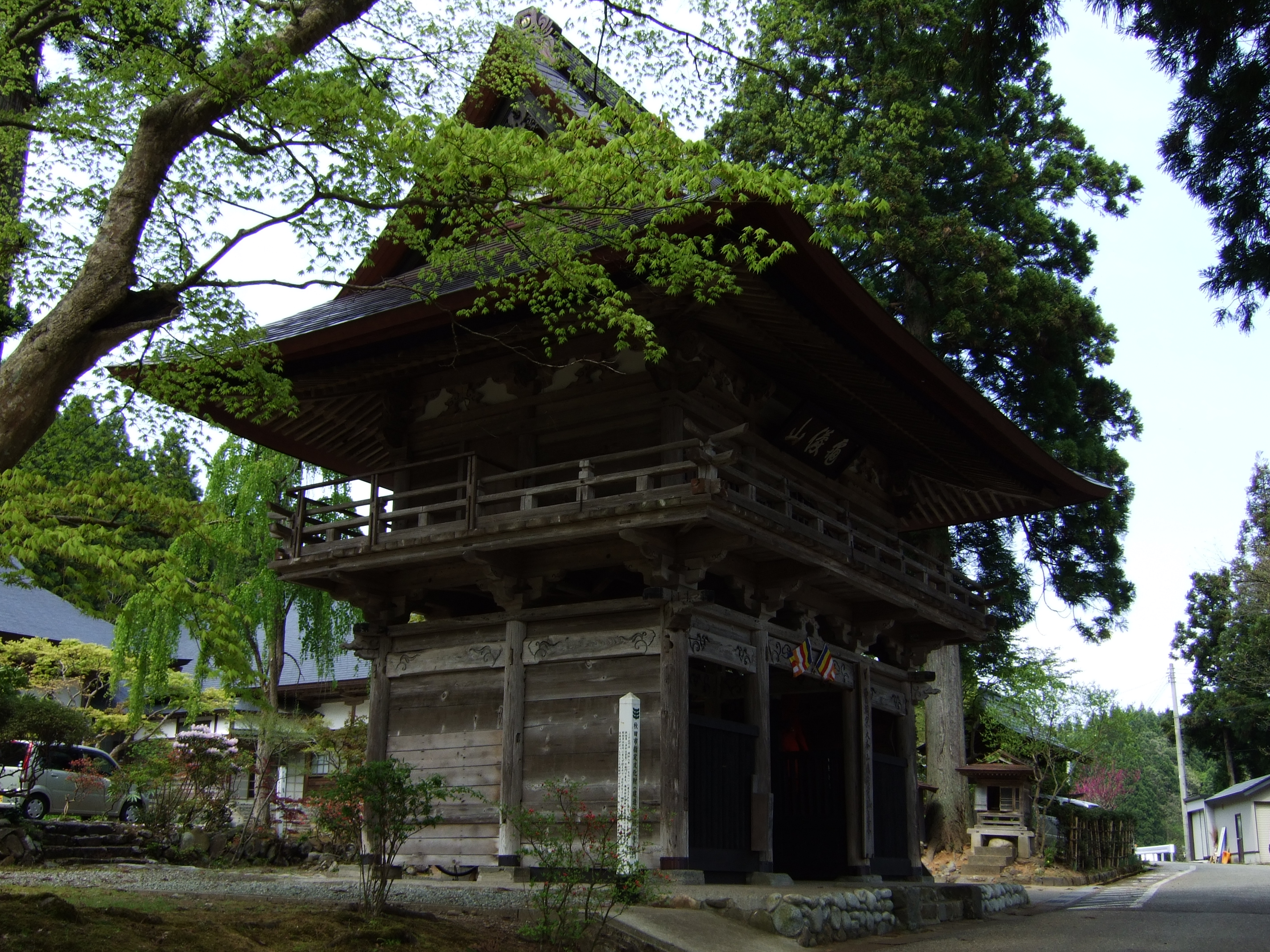
補陀寺山門（秋田県秋田市松原）
----
寺伝では当初比内庄（北秋田郡大館地方）に建てられたといわれている。

「奥の正法寺（岩手県奥州市水沢）
----
月泉良印は、1世無底良韶につづき2世として奥羽の曹洞宗の教線拡大に努めた。

月泉良印は、鎌倉時代末期の元応元年（1319年）に陸奥国本吉郡階上（現在の気仙沼市波路上）に生まれたといわれる。本姓は熊谷氏であった。能登国總持寺におもむき、そこで道元禅師4代の法孫にあたる峨山韶碩（總持寺2世）に学んだ。
1349年（正平4年/貞和5年）、出羽国秋田郡に補陀寺を創建した。これにより出羽北部の曹洞宗発展の基礎を築かれた。補陀寺は總持寺の直末として「東奥の小本山」とも「東北の中本山」とも称される名刹で、室町時代に入ると安東氏の崇敬篤く、手厚い保護を受けている。
1361年（正平16年/康安元年）、陸奥国胆沢郡（江刺）黒石（岩手県奥州市水沢黒石町）に所在する正法寺の2世となった。正法寺は、峨山の高弟無底良韶が土豪長部重義・黒石正瑞の守護を受け、天台宗の古刹として知られた黒石寺奥の院に曹洞禅の道場を建てたことを嚆矢とする寺院で、總持寺末寺として75石の黒印（領主からの寄進）を受け、七堂伽藍が立ち並ぶ偉容をほこり、「奥の正法寺」と称された。無底の弟弟子にあたる月泉良印は、總持寺住持たることを喜ばず、開基13年後にして無底が没したところから師の峨山韶碩の命によって正法寺2世となり、以後39年にわたってその住持をつとめて門弟の教育に尽力した。この寺は崇光天皇の綸旨によって永平寺・總持寺に次ぐ曹洞宗の第三本山に認められており、月泉在職中の1362年には奥羽両州曹洞の本寺たるべきことが許された。
月泉の代に、曹洞宗は正法寺を中心に奥羽地方全域に広まり、現在の千葉県や埼玉県など東国各地にまでその末寺が開かれたといわれ、その数500とも1000ともいわれている。現在、正法寺には1世無底良韶、2世月泉良印、3世道叟道愛の木像が収められている。いずれも14世紀後葉・末葉の作である。
月泉禅師は「月泉四十四資」といわれるほど多くの高僧・名僧を育てた。門下には、定山良香、補陀寺2世で秋田郡に正応寺（秋田市太平）を開いた無等良雄、雄勝郡宝泉寺（羽後町西馬音内）・平鹿郡満福寺（横手市増田町）・磐井郡願成寺（一関市）を開いた梅栄元香（正法寺8世）、由利郡永伝寺（由利本荘市岩谷）を開いた霊翁良英、山北大慈寺（横手市大森町）を開いた鳳翁正金などがおり、無等良雄はもと建武政権で要職にあった万里小路藤房その人であるという説がある。
遠く関東地方の武蔵国秩父郡に廣見寺を開いた天光良産もまた月泉の門下である。